# Робинсон, Дьюи
Дьюи Робинсон (англ. Dewey Robinson; 17 августа 1898 года — 11 декабря 1950 года) — американский характерный актёр театра и кино, более всего известный по фильмам 1930-50-х годов.
За свою карьеру Робинсон сыграл более чем в 250 фильмах, среди которых такие значимые ленты, как «Путь в одну сторону» (1932), «Герои на продажу» (1933), «Горбун из Нотр-Дама» (1939), «Хуарес» (1939), «Великий Макгинти» (1940), «Странствия Салливана» (1941), «Касабланка» (1942), «Приключения в Палм-Бич» (1942), «Манхэттенская история» (1942), «Корабль-призрак» (1943), «Это убийство, моя милочка» (1944), «Улица греха» (1945), «Колокола Святой Марии» (1945) и «Штормовое предупреждение» (1951).

## Ранние годы и начало карьеры
Дьюи Робинсон родился 17 августа 1898 года в Нью-Хейвене, Коннектикут. После службы в армии во время Первой мировой войны Робинсон поселился в Нью-Йорке, где стал театральным актёром. На протяжении 1920-х годов он регулярно выступал в мюзиклах братьев Маркс.
В 1922 году Робинсон дебютировал на Бродвее в детективной мелодраме «Последнее предупреждение» (1922-23), которая продержалась семь месяцев, выдержав 238 представлений. В 1925 году он сыграл в комедии «Крепкая слоновая кость», которая не имела успеха и стала его последним бродвейским спектаклем.

## Карьера в кино
В 1931 году Робинсон дебютировал в кино, сыграв официанта в мелодраме Джорджа Кьюкора «Опороченная» (1931) с Таллулой Бэнкхед в главной роли. Как отмечает историк кино Карен Хэннсберри, «на протяжении последующей карьеры Робинсон играл в среднем в 10 картинах в год». Уже в течение первого года в кинематографе Робинсон сыграл среди прочих в таких фильмах, как криминальная драма «Враги закона» (1931), мелодрама «Раскрашенная женщина» (1932) со Спенсером Трейси, музыкальная комедия «Большое радиовещание» (1932) с Бингом Кросби, вестерн «Закон и порядок» (1932) с Уолтером Хьюстоном и мелодрама «Женщина из Монте-Карло» (1932) с Хьюстоном и Уорреном Уильямом. Вероятно, самой успешной картиной этого года с участием Робинсона был хит «Светловолосая Венера» (1932) с Марлен Дитрих и Кэри Грантом, где Робинсон сыграл владельца греческого ресторана.
Как отмечает Хэл Эриксон, «большинство ролей Робинсона были эпизодическими», однако иногда он получал больше экранного времени, в частности, в роли играющего в поло мафиози в криминальной комедии «Маленький гигант» (1933) с Эдвардом Г. Робинсоном, утомлённого рабовладельца в мюзикле «Римские скандалы» (1933) и мелкого преступного политикана, который вступает в конфликт с судьёй конкурса красоты (Бен Тёрпин) в балаганной короткометражке «Гостиница Кистоун» (1935). Робинсон также сыграл таких "колоритных персонажей, как «человек, разбивающий нос» в картёжной комедии «Большой шлем» (1933) с Лореттой Янг, обедающий в прибрежном кафе, которому нужна соль, в криминальной комедии «Бюро пропавших людей» (1933) с Бетт Дейвис и дородный мужчина в турецкой бане в комедии «Гаванские вдовы» (1933) с Джоан Блонделл.
До конца 1930-х годов Робинсон продолжал активно сниматься, в частности, в таких фильмах, как комедия «Его ночь вне дома» (1935), приключенческая мелодрама «Опасные воды» (1936), музыкальная комедия «Новые лица 1937 года» (1937) и биографическая комедия с Кэри Грантом «Любимец Нью-Йорка» (1937). Он также сыграл торговца лимонадом в комедии «Профессор, остерегайся» (1938) с Гарольдом Ллойдом, солдата, коллекционирующего автографы, в биографической драме «Хуарес» (1939) с Полом Муни и Бетт Дейвис, молчаливого парня в тюремной камере в мюзикле «Тин Пэн Элли» (1940) и члена клуба в музыкальной комедии «История в Палм-Бич» (1942) с Клодетт Кольбер и Джоэлом Маккри.
Наиболее популярными картинами с участием Робинсона в 1940-е годы были сатирическая комедия «Странствия Салливана» (1941) в постановке Престона Сёрджеса с Джоэлом Маккри и Вероникой Лейк, а также мелодрама военного времени «Касабланка» (1942) с Хамфри Богартом и Ингрид Бергман. Вскоре последовали роли в психологических хоррорах Вэла Льютона «Седьмая жертва» (1943) и «Корабль-призрак» (1943), в детективной комедии из серии про Чарли Чена «Китайский кот» (1944) и в гангстерском биопике «Диллинджер» (1945) с Лоуренсом Тирни. В том же году Робинсон сыграл в детективной комедии «Модная модель» (1945) и криминальной драме «Леди сознаётся» (1945) с Мэри Бет Хьюз.
В 1940-е годы Робинсон стал частью коллектива актёров, постоянно работавших со сценаристом и режиссёром Престоном Стёрджесом. Помимо фильмов «Странствия Салливана» (1941) и «Приключения в Палм-Бич» (1942), Робинсон сыграл ещё в шести фильмах Стёрджеса, среди них сатирическая комедия «Великий Макгинти» (1940), романтическая комедия «Рождество в июле» (1940), военная комедия «Слава герою-победителю» (1944), биографическая мелодрама «Великий момент» (1944), комедия «Грех Гарольда Диддлбока» (1947) и комедийный вестерн «Красивая блондинка из Башфул Бенд» (1949), которая стала последним американским фильмом Стёрджеса.
С середины 1940-х и до начала 1950-х годов Робинсон сыграл также небольшие роли (часто без указания в титрах) в целой серии фильмов нуар, включая «Когда незнакомцы женятся» (1944), «Это убийство, моя милочка» (1944), «Улица греха» (1945), «Саспенс» (1946), «Гангстер» (1947), «Я всегда одинок» (1947), «Телохранитель» (1948), «Напряжённость» (1949), «Тёмный город» (1950), «М» (1951), «Штормовое предупреждение» (1951) и «Препятствие» (1951). Как пишет Хэннсберри, «самую значительную роль среди этих фильмов он сыграл в ленте „Это убийство, моя милочка“, где он был новым владельцем бара „Флориан“, которого избивает огромный Муз Малой (Майк Мазурки)».
В 1950 году Робинсон сыграл в романтической комедии «Отец невесты» (1950) со Спенсером Трейси в главной роли. В том же году Робинсон сыграл запоминающуюся роль (без указания в титрах) бейсбольного болельщика команды «Бруклин Доджерс», который прошёл путь от слепого неприятия до откровенного восхищения перед чернокожим игроком его любимой команды Джеки Робинсоном в биографической спортивной драме «История Джеки Робинсона».

## Актёрское амплуа и оценка творчества
Как указано на сайте Internet Movie Database, Робинсон был «имел дородную фигуру и насупленный вид», что позволяло ему «часто играть на экране различных угрожающих персонажей».
По словам Хэла Эриксона, «Робинсон со своей бочковатой грудью был весьма востребован в эпоху гангстерских фильмов 1930-х годов. Немногие актёры могли донести физическую угрозу и душевную пустоту так же быстро, как громадный Робинсон». Хэннсберри также отмечает, что Робинсон был «известен по многочисленным гангстерским образам, а также тем, что сыграл более, чем в 200 фильмах». Как она пишет далее, «хотя Робинсон не был указан в титрах большинства своих фильмов, его можно было увидеть в ролях представителей самых разных профессий. Помимо того, что часто он играл мелких преступников, Робинсон сплошным потоком играл барменов, водителей грузовиков, тюремных надзирателей, мясников, боксёров, дворников, швейцаров, вышибал и таксистов».

## Личная жезнь
В 1928 году Робинсон женился на Луиз Арлин Вулнер. Они прожили вместе вплоть до смерти актёра в 1950 году.

## Смерть
Как пишет Хэннсберри, «насыщенная карьера Робинсона прервалась, когда в 1950 году в Беверли-Хиллс его сбил автомобиль, в результате столкновения у актёра возникла трещина в черепе и несколько внутренних травм». 11 декабря 1950 года в Лас-Вегасе у Робинсона случился инфаркт, от которого он умер в возрасте 52 лет.
Хотя последний фильм Робинсона «История Джеки Робинсона» вышел в прокат 16 мая 1950 года, то есть ещё при жизни актёра, многие его фильмы были завершены и выпущены на экраны после его смерти, среди них «Даллас» (1950), «Дезертиры» (1950), «Штормовое предупреждение» (1951), «Её компания» (1951), «М» (1951), «Прыжок с Розенблюмом» (1951), «Джим Торп, настоящий американец» (1951), «Препятствие» (1951) и «На острие клинка» (1952).

## Фильмография
| Год  |     | Русское название                               | Оригинальное название                    | Роль                                                                       |
| ---- | --- | ---------------------------------------------- | ---------------------------------------- | -------------------------------------------------------------------------- |
| 1931 | кор | Буллмания                                      | Bullmania                                |                                                                            |
| 1931 | ф   | Запятнанная леди                               | Tarnished Lady                           | Тони, официант (в титрах не указан)                                        |
| 1931 | ф   | Враги закона                                   | Enemies of the Law                       | Тони Кателло                                                               |
| 1932 | ф   | Женщина из Монте-Карло                         | The Woman from Monte Carlo               | повар                                                                      |
| 1932 | ф   | Радиопатруль                                   | Radio Patrol                             | Маленький Эрни                                                             |
| 1932 | ф   | Раскрашенная женщина                           | The Painted Woman                        | Bouncer at Paradise                                                        |
| 1932 | ф   | Большое радиовещание                           | The Big Broadcast                        | Бассо                                                                      |
| 1932 | ф   | Жить шесть часов                               | 6 Hours to Live                          | Блачер                                                                     |
| 1932 | ф   | Женщины не скажут                              | Women Won't Tell                         | Грегория Ховард                                                            |
| 1932 | ф   | Адвокат                                        | Lawyer Man                               | ожидающий клиент (в титрах не указан)                                      |
| 1932 | ф   | Если бы у меня был миллион                     | If I Had a Million                       | Пападопулос, повар в «Айдлвуд» (в титрах не указан)                        |
| 1932 | ф   | Алый рассвет                                   | Scarlet Dawn                             | сержант Илья (в титрах не указан)                                          |
| 1932 | ф   | Односторонний проход                           | One Way Passage                          | бармен в Гонолулу (в титрах не указан)                                     |
| 1932 | ф   | Светловолосая Венера                           | Blonde Venus                             | владелец греческого ресторана (в титрах не указан)                         |
| 1932 | ф   | Пока Париж спит                                | While Paris Sleeps                       | пекарь (в титрах не указан)                                                |
| 1932 | ф   | Закон и порядок                                | Law and Order                            | Эд Дил, бармен (в титрах не указан)                                        |
| 1932 | ф   | Мошенники в игре                               | Cheaters at Play                         | громила Элджи (в титрах не указан)                                         |
| 1933 | ф   | Она обошлась с ним нечестно                    | She Done Him Wrong                       | Спайдер Кейн                                                               |
| 1933 | ф   | Профессия леди                                 | A Lady's Profession                      | полковник                                                                  |
| 1933 | ф   | Солдаты шторма                                 | Soldiers of the Storm                    | Чак Бейли                                                                  |
| 1933 | ф   | Смеясь над жизнью                              | Laughing at Life                         | Смит                                                                       |
| 1933 | ф   | Печально известный, но милый                   | Notorious But Nice                       | Т.А. «Таффи» Крафт                                                         |
| 1933 | ф   | Её забытое прошлое                             | Her Forgotten Past                       | Денман                                                                     |
| 1933 | ф   | Убийство в кампусе                             | Murder on the Campus                     | детектив, сержант Чарли Лорример                                           |
| 1933 | ф   | Тени Синг-Синга                                | Shadows of Sing Sing                     | Дампи                                                                      |
| 1933 | ф   | Леди-убийца                                    | Lady Killer                              | покровитель кино (в титрах не указан)                                      |
| 1933 | ф   | Римские скандалы                               | Roman Scandals                           | торговец рабынями (в титрах не указан)                                     |
| 1933 | ф   | Гаванские вдовы                                | Havana Widows                            | работник турецкой бани (в титрах не указан)                                |
| 1933 | ф   | Кровавые деньги                                | Blood Money                              | мясник (в титрах не указан)                                                |
| 1933 | ф   | Кристофер Бин                                  | Christopher Bean                         | бородач в нижней будке (в титрах не указан)                                |
| 1933 | ф   | Леди должны любить                             | Ladies Must Love                         | хозяин кафе (в титрах не указан)                                           |
| 1933 | ф   | Мои губы выдают меня                           | My Lips Betray                           | Джозеф Стейн, театральный агент (в титрах не указан)                       |
| 1933 | ф   | Бюро пропавших людей                           | Bureau of Missing Persons                | обедающий на берегу, который просит соль (в титрах не указан)              |
| 1933 | ф   | Влюблённый дьявол                              | The Devil's in Love                      | полковник в трибунале (в титрах не указан)                                 |
| 1933 | ф   | Герои на продажу                               | Heroes for Sale                          | спорщик (в титрах не указан)                                               |
| 1933 | ф   | Песнь орла                                     | Song of the Eagle                        | главарь чикагского рэкета (в титрах не указан)                             |
| 1933 | ф   | Маленький гигант                               | The Little Giant                         | Бутч Замотоскович (в титрах не указан)                                     |
| 1933 | ф   | Прыгун с парашютом                             | Parachute Jumper                         | человек в канадском аэропорту (в титрах не указан)                         |
| 1934 | ф   | Большое потрясение                             | The Big Shakedown                        | Слим                                                                       |
| 1934 | кор | Криминальный мир                               | The Undie-World                          | Палермо, шеф                                                               |
| 1934 | кор | Марокканские ночи                              | Morocco Nights                           | Биг Таф                                                                    |
| 1934 | ф   | Следите за моей женой!                         | Behold My Wife!                          | детектив Брайан (в титрах не указан)                                       |
| 1934 | ф   | Весёлая вдова                                  | The Merry Widow                          | толстый лакей (в титрах не указан)                                         |
| 1934 | ф   | Романы Челлини                                 | The Affairs of Cellini                   | стюард (в титрах не указан)                                                |
| 1934 | ф   | Я пою и мне это нравится                       | Sing and Like It                         | мужчина в бильярдном зале (в титрах не указан)                             |
| 1934 | кор | Стабильные пары                                | Stable Mates                             | (в титрах не указан)                                                       |
| 1934 | ф   | Графиня Монте-Кристо                           | The Countess of Monte Cristo             | владелец биржи (в титрах не указан)                                        |
| 1934 | ф   | Скандалы Джорджа Уайта                         | George White's Scandals                  | мусорный король (в титрах не указан)                                       |
| 1934 | ф   | Кот и скрипка                                  | The Cat and the Fiddle                   | арабский певец (в титрах не указан)                                        |
| 1935 | кор | Палука из Падуки                               | Palooka from Paducah                     | Элмер Дилц                                                                 |
| 1935 | кор | Элмер в бегах                                  | One Run Elmer                            | судья                                                                      |
| 1935 | ф   | Преследование                                  | Pursuit                                  | Джо-Джо                                                                    |
| 1935 | кор | Гостиница «Кистоун»                            | Keystone Hotel                           | главарь гангстеров                                                         |
| 1935 | ф   | Вечер в городе                                 | His Night Out                            | Биф                                                                        |
| 1935 | ф   | Сон в летнюю ночь                              | A Midsummer Night's Dream                | Миляга                                                                     |
| 1935 | ф   | Слишком крут для убийства                      | Too Tough to Kill                        | Шейн                                                                       |
| 1935 | ф   | Коронадо                                       | Coronado                                 | морской пехотинец (в титрах не указан)                                     |
| 1935 | ф   | Помнишь прошлую ночь?                          | Remember Last Night?                     | человек, бросающий нож (в титрах не указан)                                |
| 1935 | ф   | Крестовые походы                               | The Crusades                             | рыдающий магистр (в титрах не указан)                                      |
| 1935 | ф   | Поездка в город                                | Goin' to Town                            | Тоби, бармен (в титрах не указан)                                          |
| 1935 | кор | Палука из Падуки                               | Palooka from Paducah                     | Элмер Дилц (в титрах не указан)                                            |
| 1936 | ф   | Чёрное золото                                  | Black Gold                               | Гомер                                                                      |
| 1936 | ф   | Опасные воды                                   | Dangerous Waters                         | Чипс                                                                       |
| 1936 | ф   | Возвращение Джимми Валентайна                  | The Return of Jimmy Valentine            | Оджи Миллер                                                                |
| 1936 | ф   | Пропавшие девушки                              | Missing Girls                            | Гарри Уилсон                                                               |
| 1936 | ф   | Чемпион Америки                                | All American Chump                       | Эл                                                                         |
| 1936 | кор | Как быть детективом                            | How to Be a Detective                    | Макналти (в титрах не указан)                                              |
| 1936 | ф   | Большая игра                                   | The Big Game                             | Сили, игрок (в титрах не указан)                                           |
| 1936 | ф   | Маменькины сыночки                             | Mummy's Boys                             | менеджер гостиницы (в титрах не указан)                                    |
| 1936 | ф   | Убийство в Бридл-Пат                           | Murder on a Bridle Path                  | посетитель турецкой бани (в титрах не указан)                              |
| 1937 | ф   | Корабль рабов                                  | Slave Ship                               | бармен                                                                     |
| 1937 | ф   | Тринадцатый человек                            | The 13th Man                             | Ромео Казанова                                                             |
| 1937 | ф   | Новые лица 1937 года                           | New Faces of 1937                        | Джо Гаццола                                                                |
| 1937 | ф   | Жениться на девушке                            | Marry the Girl                           | Бастер                                                                     |
| 1937 | ф   | Любимец Нью-Йорка                              | The Toast of New York                    | Биф Дули                                                                   |
| 1937 | ф   | Мама выходит из себя                           | Mama Runs Wild                           | Грингейбл                                                                  |
| 1937 | ф   | Большой город                                  | Big City                                 | сотрудник иммиграционного бюро Фуллер (в титрах не указан)                 |
| 1937 | ф   | Супер-сыщик                                    | Super-Sleuth                             | гангстер в кино (в титрах не указан)                                       |
| 1937 | ф   | Солдат и леди                                  | The Soldier and the Lady                 | водитель повозки (в титрах не указан)                                      |
| 1937 | ф   | Когда ты влюблён                               | When You're in Love                      | репортёр (в титрах не указан)                                              |
| 1938 | ф   | Армейская девушка                              | Army Girl                                | бармен                                                                     |
| 1938 | ф   | Бродвейские мушкетёры                          | Broadway Musketeers                      | Милт, подручный Винса                                                      |
| 1938 | ф   | Вверх по реке                                  | Up the River                             | заключённый (в титрах не указан)                                           |
| 1938 | ф   | Толпа ревёт                                    | The Crowd Roars                          | здоровяк рядом с Вивиан во время боя (в титрах не указан)                  |
| 1938 | ф   | Лётчик-испытатель                              | Test Pilot                               | человек на американских горках (в титрах не указан)                        |
| 1939 | ф   | Военно-морские секреты                         | Navy Secrets                             | Ник Саладо, владелец кафе                                                  |
| 1939 | ф   | Поддельный паспорт                             | Forged Passport                          | Райли                                                                      |
| 1939 | ф   | Горбун из Нотр-Дама                            | The Hunchback of Notre Dame              | мясник (в титрах не указан)                                                |
| 1939 | ф   | Адвокат с главной улицы                        | Main Street Lawyer                       | гангстер (в титрах не указан)                                              |
| 1939 | ф   | Хуарес                                         | Juarez                                   | солдат, собирающий подписи (в титрах не указан)                            |
| 1939 | ф   | Я был заключённым                              | I Was a Convict                          | Магски Пиклдаун, медвежатник (в титрах не указан)                          |
| 1940 | ф   | Небесные бандиты                               | Sky Bandits                              | дядя Динвидди                                                              |
| 1940 | ф   | Великий Макгинти                               | The Great McGinty                        | Бенни Фелгман                                                              |
| 1940 | ф   | Бриллиантовая граница                          | Diamond Frontier                         | Колер                                                                      |
| 1940 | ф   | Тин Пэн Элли                                   | Tin Pan Alley                            | глухой парень                                                              |
| 1940 | ф   | Я не могу дать тебе ничего, кроме любви, детка | I Can't Give You Anything But Love, Baby | Раундхаус                                                                  |
| 1940 | ф   | Рождество в июле                               | Christmas in July                        | член большого жюри (в титрах не указан)                                    |
| 1940 | ф   | Квотербек                                      | The Quarterback                          | жёсткий брат (в титрах не указан)                                          |
| 1940 | ф   | Рейнджеры удачи                                | Rangers of Fortune                       | горожанин (в титрах не указан)                                             |
| 1940 | ф   | Аргентинские ночи                              | Argentine Nights                         | Чарли (в титрах не указан)                                                 |
| 1940 | ф   | Танцуй, девочка, танцуй                        | Dance, Girl, Dance                       | менеджер в «Пале-Рояль» (в титрах не указан)                               |
| 1940 | ф   | Странный груз                                  | Strange Cargo                            | Джордж, охранник (в титрах не указан)                                      |
| 1940 | ф   | Синяя птица                                    | The Blue Bird                            | королевский лесник (в титрах не указан)                                    |
| 1941 | ф   | Ты тот единственный                            | You're the One                           | массажист                                                                  |
| 1941 | ф   | Пой за свой ужин                               | Sing for Your Supper                     | Бонзо                                                                      |
| 1941 | ф   | Странствия Салливана                           | Sullivan's Travels                       | Чарли, шериф (в титрах не указан)                                          |
| 1941 | ф   | Фиеста                                         | Fiesta                                   | полицейский (в титрах не указан)                                           |
| 1941 | ф   | Большой магазин                                | The Big Store                            | детектив (в титрах не указан)                                              |
| 1941 | ф   | Мистер окружной прокурор                       | Mr. District Attorney                    | детектив в кафе (в титрах не указан)                                       |
| 1941 | ф   | Приходи со мной жить                           | Come Live with Me                        | шеф (в титрах не указан)                                                   |
| 1942 | ф   | Обращайся с ними грубо                         | Treat 'Em Rough                          | Хэндскейтер                                                                |
| 1942 | ф   | Тюремный блюз                                  | Jail House Blues                         | Ливерлип                                                                   |
| 1942 | ф   | Каучуковый рэкет                               | Rubber Racketeers                        | Ларкин                                                                     |
| 1942 | ф   | Остров пропавших мужчин                        | Isle of Missing Men                      | заключённый Тони                                                           |
| 1942 | ф   | Под Бруклинским мостом                         | 'Neath Brooklyn Bridge                   | капитан                                                                    |
| 1942 | ф   | Приключения в Палм-Бич                         | The Palm Beach Story                     | пятый член клуба                                                           |
| 1942 | ф   | Теннеси Джонсон                                | Tennessee Johnson                        | охранник (в титрах не указан)                                              |
| 1942 | ф   | Касабланка                                     | Casablanca                               | вышибала у Рика (в титрах не указан)                                       |
| 1942 | ф   | Об этом говорит весь город                     | The Talk of the Town                     | Джейк (в титрах не указан)                                                 |
| 1942 | ф   | Большая улица                                  | The Big Street                           | водитель грузовика (в титрах не указан)                                    |
| 1942 | ф   | Маскарад при лунном свете                      | Moonlight Masquerade                     | морской капитан (в титрах не указан)                                       |
| 1942 | ф   | Мой любимый шпион                              | My Favorite Spy                          | суровый официант в «Келлиз» (в титрах не указан)                           |
| 1942 | ф   | Синкопа                                        | Syncopation                              | подручный (в титрах не указан)                                             |
| 1942 | ф   | Двое янки в Тринидаде                          | Two Yanks in Trinidad                    | Тони (в титрах не указан)                                                  |
| 1942 | ф   | Бруклинский сад                                | Brooklyn Orchid                          | полицейский (в титрах не указан)                                           |
| 1943 | ф   | Горожанка                                      | The Woman of the Town                    | Уэдди Кернс                                                                |
| 1943 | ф   | Трокадеро                                      | Trocadero                                | Буллфрог                                                                   |
| 1943 | ф   | Чарли Чен: Китайский кот                       | Charlie Chan in The Chinese Cat          | Салос                                                                      |
| 1943 | ф   | Корабль-призрак                                | The Ghost Ship                           | Боутс (в титрах не указан)                                                 |
| 1943 | ф   | Минный тральщик                                | Minesweeper                              | игрок с глазной повязкой (в титрах не указан)                              |
| 1943 | ф   | Седьмая жертва                                 | The Seventh Victim                       | кондуктор в метро (в титрах не указан)                                     |
| 1943 | ф   | Криминальный доктор                            | Crime Doctor                             | приговорённый (в титрах не указан)                                         |
| 1943 | ф   | Товарищи Кольта                                | Colt Comrades                            | Сэм, бармен (в титрах не указан)                                           |
| 1943 | ф   | Рыжая с Манхэттана                             | Redhead from Manhattan                   | водитель грузовика (в титрах не указан)                                    |
| 1943 | ф   | Не место для леди                              | No Place for a Lady                      | Майк (в титрах не указан)                                                  |
| 1943 | ф   | Город без мужчин                               | City Without Men                         | владелец стирки (в титрах не указан)                                       |
| 1944 | ф   | Когда незнакомцы женятся                       | When Strangers Marry                     | держатель газетного стенда                                                 |
| 1944 | ф   | Аляска                                         | Alaska                                   | Ник                                                                        |
| 1944 | ф   | Красавица Юкона                                | Belle of the Yukon                       | человек за игровым столом (в титрах не указан)                             |
| 1944 | ф   | Двойное разоблачение                           | Double Exposure                          | Мак, таксист (в титрах не указан)                                          |
| 1944 | ф   | Это убийство, моя милочка                      | Murder, My Sweet                         | новый босс в баре «Флориан» (в титрах не указан)                           |
| 1944 | ф   | Сан-Диего, я люблю тебя                        | San Diego I Love You                     | Стивдор (в титрах не указан)                                               |
| 1944 | ф   | Слава герою-победителю                         | Hail the Conquering Hero                 | кондуктор в поезде (в титрах не указан)                                    |
| 1944 | ф   | Уилсон                                         | Wilson                                   | участник кампании демократической партии в Нью-Джерси (в титрах не указан) |
| 1944 | ф   | Невеста по ошибке                              | Bride by Mistake                         | кораблестроитель (в титрах не указан)                                      |
| 1944 | ф   | Великий момент                                 | The Great Moment                         | полковник Лоусон (в титрах не указан)                                      |
| 1944 | ф   | Детектив Китти О’Дэй                           | Detective Kitty O'Day                    | сторож дома (в титрах не указан)                                           |
| 1944 | ф   | Королева древесины                             | Timber Queen                             | Венцель (в титрах не указан)                                               |
| 1945 | ф   | А вот и Келли                                  | There Goes Kelly                         | детектив Делейни                                                           |
| 1945 | ф   | Модель                                         | Fashion Model                            | детектив полиции Гроган                                                    |
| 1945 | ф   | Леди сознаётся                                 | The Lady Confesses                       | Стив                                                                       |
| 1945 | ф   | Чёрный рынок детей                             | Black Market Babies                      | Барни Крамер                                                               |
| 1945 | ф   | Простите моё прошлое                           | Pardon My Past                           | человек в штатском                                                         |
| 1945 | ф   | Улица греха                                    | Scarlet Street                           | Заброшенный спасательный крест (в титрах не указан)                        |
| 1945 | ф   | Охотники за сенсациями                         | Sensation Hunters                        | Стоуни, бармен в клубе «Парадайз» (в титрах не указан)                     |
| 1945 | ф   | Это милое очарование молодости                 | Those Endearing Young Charms             | швейцар в «Дипси-Дудл» (в титрах не указан)                                |
| 1945 | ф   | Это в сумке!                                   | It's in the Bag!                         | Лягушачья морда (в титрах не указан)                                       |
| 1945 | ф   | Чудесное преступление                          | Having Wonderful Crime                   | подозреваемый (в титрах не указан)                                         |
| 1945 | ф   | Диллинджер                                     | Dillinger                                | тюремный надзиратель (в титрах не указан)                                  |
| 1946 | ф   | Под маской                                     | Behind the Mask                          | старший официант                                                           |
| 1946 | ф   | Пропавшая леди                                 | The Missing Lady                         | Гарри, бармен                                                              |
| 1946 | ф   | Площадка Дьявола                               | The Devil's Playground                   | помощник шерифа Эд Гэррити (в титрах не указан)                            |
| 1946 | ф   | Мистер Хекс                                    | Mr. Hex                                  | водитель грузовика с бочкой (в титрах не указан)                           |
| 1946 | ф   | Мистер Эйс                                     | Mr. Ace                                  | Том, гость на вечеринке (в титрах не указан)                               |
| 1946 | ф   | Немного скандальный                            | Slightly Scandalous                      | родственник (в титрах не указан)                                           |
| 1946 | ф   | Саспенс                                        | Suspense                                 | человек с блондинкой (в титрах не указан)                                  |
| 1946 | ф   | Джо Палука, чемпион                            | Joe Palooka, Champ                       | капитан полиции (в титрах не указан)                                       |
| 1946 | ф   | Правда об убийстве                             | The Truth About Murder                   | Стив (в титрах не указан)                                                  |
| 1947 | ф   | Парень из Мичигана                             | The Michigan Kid                         | бармен                                                                     |
| 1947 | ф   | Убийца Дилл                                    | Killer Dill                              | Макгоэун, штатный детектив                                                 |
| 1947 | ф   | Задумчивая вдова между вагонами                | The Wistful Widow of Wagon Gap           | шахтёр                                                                     |
| 1947 | с   | Общественный обвинитель                        | Public Prosecutor                        | 1 эпизод                                                                   |
| 1947 | ф   | Всегда вместе                                  | Always Together                          | мойщик улиц (в титрах не указан)                                           |
| 1947 | ф   | Гангстер                                       | The Gangster                             | бильярдист (в титрах не указан)                                            |
| 1947 | ф   | Интересно, кто целует её сейчас                | I Wonder Who's Kissing Her Now           | Король Людовик (в титрах не указан)                                        |
| 1947 | ф   | Фиеста                                         | Fiesta                                   | полицейский (в титрах не указан)                                           |
| 1947 | ф   | Копакабана                                     | Copacabana                               | вышибала (в титрах не указан)                                              |
| 1947 | ф   | Обесчещенная леди                              | Dishonored Lady                          | Джим, швейцар (в титрах не указан)                                         |
| 1947 | ф   | Дорога жеребца                                 | Stallion Road                            | Мокси, владелец кафе (в титрах не указан)                                  |
| 1947 | ф   | Грех Горальда Диддлбока                        | The Sin of Harold Diddlebock             | Счастливчик Леопольд (в титрах не указан)                                  |
| 1947 | ф   | Могучий Макгёрк                                | The Mighty McGurk                        | боксёр (в титрах не указан)                                                |
| 1948 | ф   | Джо Палука в бешеной схватке                   | Joe Palooka in Fighting Mad              | боксёр                                                                     |
| 1948 | ф   | Давай жить снова                               | Let's Live Again                         | полицейский                                                                |
| 1948 | ф   | Долина ангелов                                 | Angels' Alley                            | Муз, телохранитель                                                         |
| 1948 | ф   | Речная леди                                    | River Lady                               | вышибала                                                                   |
| 1948 | ф   | Клетчатое пальто                               | The Checkered Coat                       | бармен                                                                     |
| 1948 | ф   | Телохранитель                                  | Bodyguard                                | Крюгер, мясник (в титрах не указан)                                        |
| 1948 | ф   | Техас, Бруклин и Небеса                        | Texas, Brooklyn & Heaven                 | сержант (в титрах не указан)                                               |
| 1948 | ф   | Коронер-Крик                                   | Coroner Creek                            | Байджи (в титрах не указан)                                                |
| 1948 | ф   | Парень едет на запад                           | The Dude Goes West                       | грабитель вагона (в титрах не указан)                                      |
| 1948 | ф   | Апрельские дожди                               | April Showers                            | светооператор (в титрах не указан)                                         |
| 1948 | ф   | Невеста выходит из себя                        | The Bride Goes Wild                      | главный официант (в титрах не указан)                                      |
| 1948 | ф   | На нашем весёлом пути                          | On Our Merry Way                         | реставратор мебели (в титрах не указан)                                    |
| 1948 | ф   | Я всегда одинок                                | I Walk Alone                             | Хейнц (в титрах не указан)                                                 |
| 1949 | ф   | Адский огонь                                   | Hellfire                                 | бармен в Шайенне                                                           |
| 1949 | ф   | Тяжёлое задание                                | Tough Assignment                         | клиент                                                                     |
| 1949 | ф   | Жизнь Святого Петра                            | Life of St. Paul Series                  | работорговец                                                               |
| 1949 | ф   | Багдад                                         | Bagdad                                   | пьяница в чёрной одежде (в титрах не указан)                               |
| 1949 | ф   | Моя подруга Ирма                               | My Friend Irma                           | водитель грузовика (в титрах не указан)                                    |
| 1949 | ф   | Этот полуночный поцелуй                        | That Midnight Kiss                       | официант (в титрах не указан)                                              |
| 1949 | ф   | Дочь Нептуна                                   | Neptune's Daughter                       | подручный №1 (в титрах не указан)                                          |
| 1949 | ф   | Мама и папа Кеттл                              | Ma and Pa Kettle                         | гигантский человек (в титрах не указан)                                    |
| 1949 | ф   | Эль Пасо                                       | El Paso                                  | бармен Сэм (в титрах не указан)                                            |
| 1949 | ф   | Джо Палука в большой схватке                   | Joe Palooka in the Big Fight             | детектив с трубкой (в титрах не указан)                                    |
| 1950 | ф   | Дочь пирата                                    | Buccaneer's Girl                         | Крайл                                                                      |
| 1950 | ф   | История Джеки Робинсона                        | The Jackie Robinson Story                | бруклинский фанат (в титрах не указан)                                     |
| 1950 | ф   | Грешник южных морей                            | South Sea Sinner                         | бармен (в титрах не указан)                                                |
| 1950 | ф   | Дезертиры                                      | At War with the Army                     | бармен                                                                     |
| 1950 | ф   | Даллас                                         | Dallas                                   | заключённый (в титрах не указан)                                           |
| 1950 | ф   | Тёмный город                                   | Dark City                                | игрок в кости (в титрах не указан)                                         |
| 1950 | ф   | Отец невесты                                   | Father of the Bride                      | человек с лампой (в титрах не указан)                                      |
| 1950 | ф   | Человек в жёлтом такси                         | The Yellow Cab Man                       | сержант полиции (в титрах не указан)                                       |
| 1950 | ф   | Оплачено сполна                                | Paid in Full                             | человек с кроваткой и пелёнками (в титрах не указан)                       |
| 1951 | ф   | Прыжок с Розенблюмом                           | Skipalong Rosenbloom                     | Честный Джон, бармен                                                       |
| 1951 | ф   | Препятствие                                    | Roadblock                                | Майк, бармен (в титрах не указан)                                          |
| 1951 | ф   | Джим Торп, настоящий американец                | Jim Thorpe - All-American                | второй бармен (в титрах не указан)                                         |
| 1951 | ф   | М                                              | М                                        | человек в толпе (в титрах не указан)                                       |
| 1951 | ф   | Её компания                                    | The Company She Keeps                    | сержант полиции (в титрах не указан)                                       |
| 1951 | ф   | Штормовое предупреждение                       | Storm Warning                            | член Ку-Клукс-Клана (в титрах не указан)                                   |
| 1952 | ф   | На острие клинка                               | At Sword's Point                         | Гастон, палач с раскалённым железом (в титрах не указан)                   |